# Protarchus antiquus
Protarchus antiquus là một loài tò vò trong họ Ichneumonidae.